# Alexandre Schoenewerk
Pierre-Alexandre Schoenewerk, né le 18 février 1820 à Paris et mort le 22 juillet 1885 dans le 15e arrondissement de Paris, est un sculpteur français.

## Biographie
Fils d'un tailleur d'habits, Alexandre Schoenewerk est l'élève de David d'Angers.
Il épouse en 1869, Pauline, veuve du graveur Adolphe Pierre Riffaut, qui fut un ami de longue date. Pauline est internée à l'asile de Charenton, comme son premier mari, en 1879, et laisse Schoenewerk désespéré.
En 1885, accablé par l'insuccès de sa Salomé, il se jette du troisième étage de son appartement parisien, 43 rue Vavin, et meurt le lendemain.

## Réception critique
Chantre du réalisme et peu sensible au romantisme de Schoenewerk, Émile Zola écrit à propos la Jeune Tarentine dans son compte-rendu du Salon de 1872 : « À côté, il y a une pâmoison de marbre que le public attendri entoure avec recueillement. C'est La Jeune Tarantine, de M. Schoenewerk. Voilà qui est délicat. L'artiste a couché sur un roc cette amante dont nous parle André Chénier, qui allait à l'amour et qui ne rencontra que la mort ; la vague ne roule que son cadavre sur la rive, où l'attendait le bien-aimé. La hanche haute, la tête renversée, la face déjà amollie et comme effacée par l'eau, le cadavre se dissout d'une façon toute tendre et toute poétique ; il est mûr pour quelque morgue de l'idéal. Les dames en soie grise et les messieurs décorés sont charmés de cette délicatesse dans la putréfaction. »

## Œuvres dans les collections publiques
- Amiens, musée de Picardie : Au matin, 1879, marbre.
- Angers, musée des beaux-arts : Buste de David D'Angers, 1878, plâtre.
- Paris :
  - musée d'Orsay :
    - L'Europe, 1878, statue en fonte de fer, sur le parvis du musée (réalisée pour l'Exposition universelle de 1878 à Paris, il s'agit d'une des six sculptures de la série Les Six Continents qui ornait le palais du Trocadéro) ;
    - La Jeune Tarentine, 1871, statue en marbre.

  - Opéra Garnier, vestibule : Jean-Baptiste Lully, 1887-1888, statue en marbre.
  - palais du Louvre, cour Carrée : Bacchante, 1859, statue en marbre.
- Roubaix, La Piscine
  - Jean-Baptiste Lully, 1887-1888, statue en plâtre ;
  - Jeune fille à la fontaine, statue en marbre.
- Rouen, jardins de l'Hôtel-de-Ville : L'Enlèvement de Déjanire par le centaure Nessus.

## Galerie

Œuvres d'Alexandre Schoenewerk
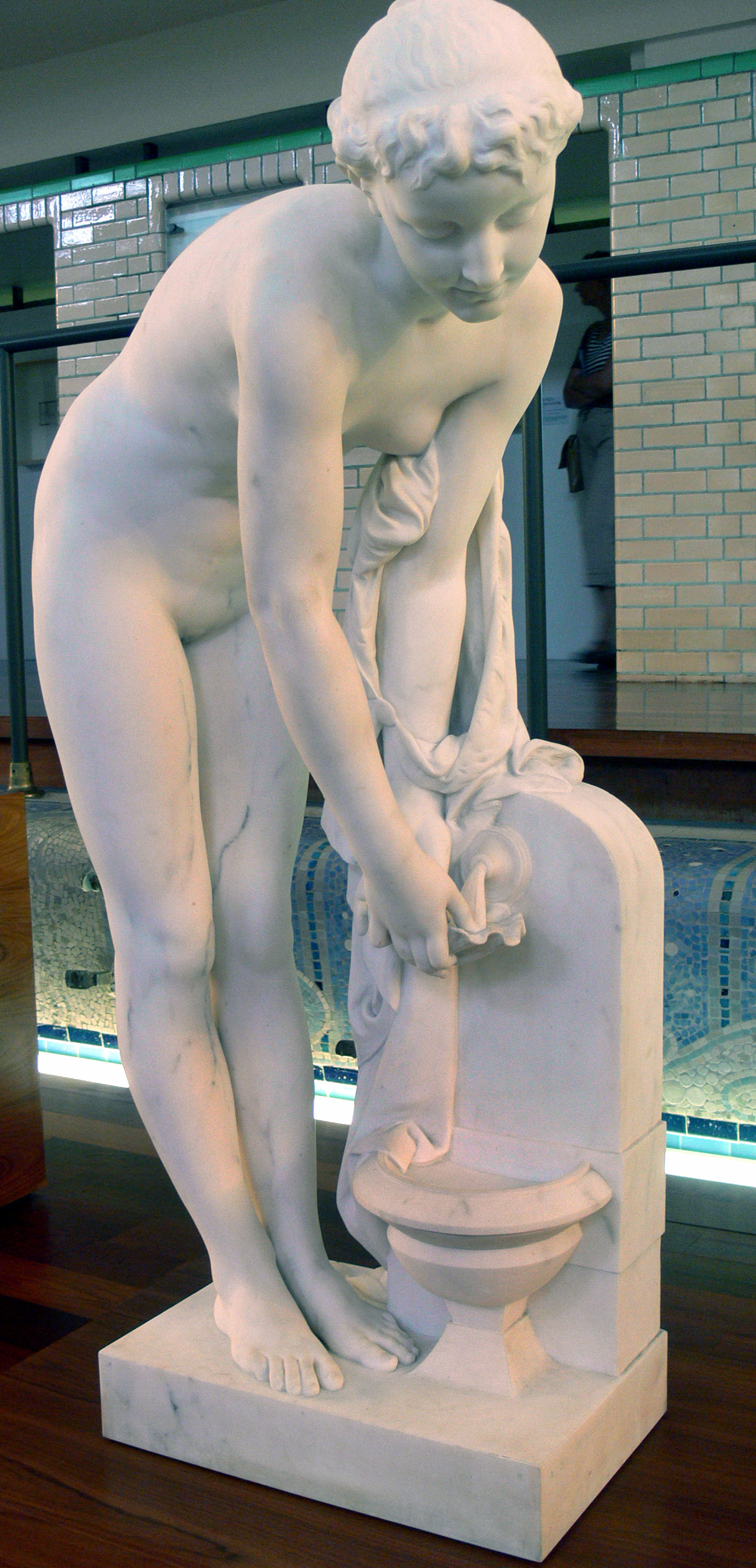
Jeune fille à la fontaine, marbre, Roubaix, La Piscine.
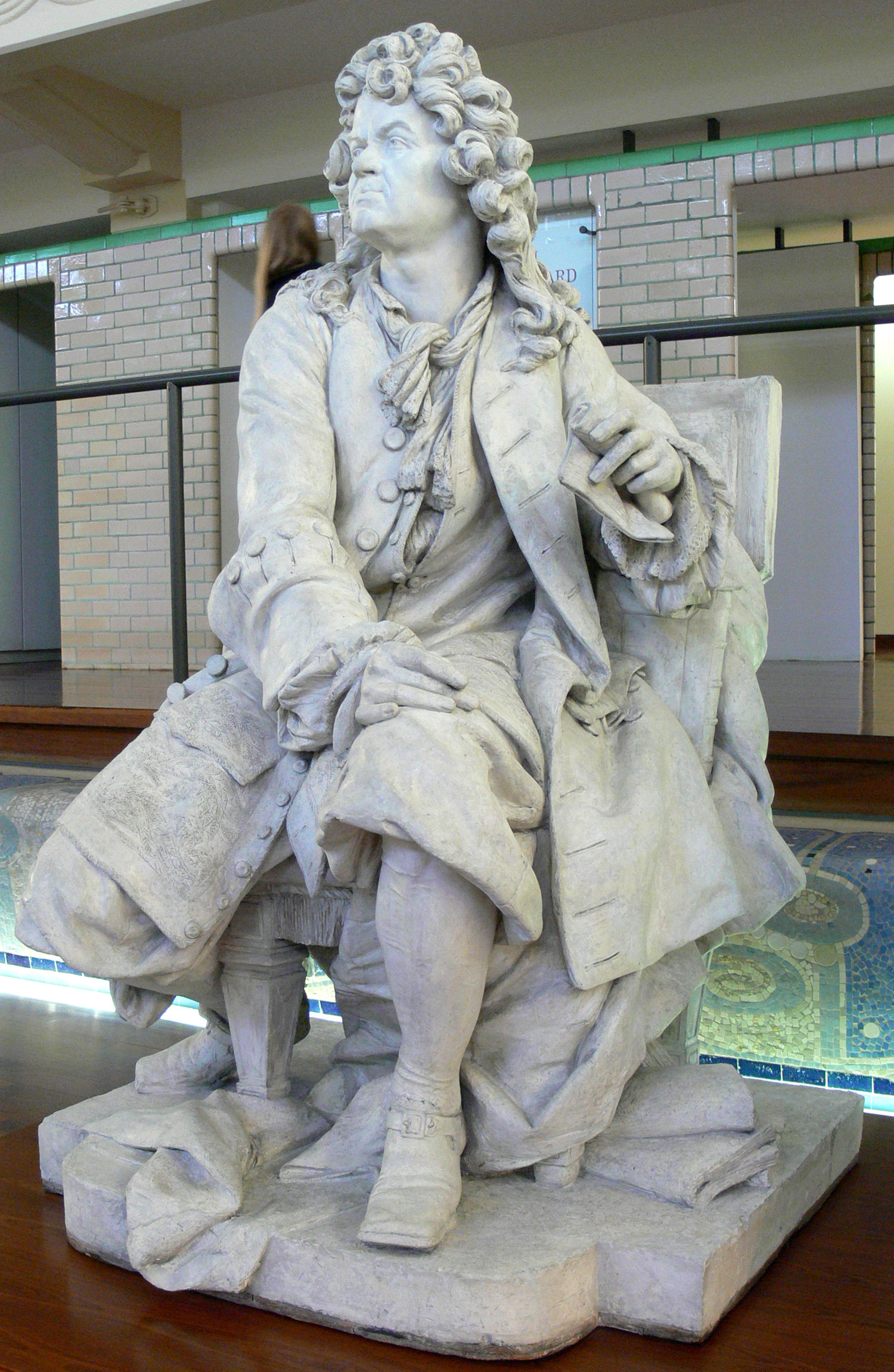
Jean-Baptiste Lully (1874), plâtre, Roubaix, La Piscine.
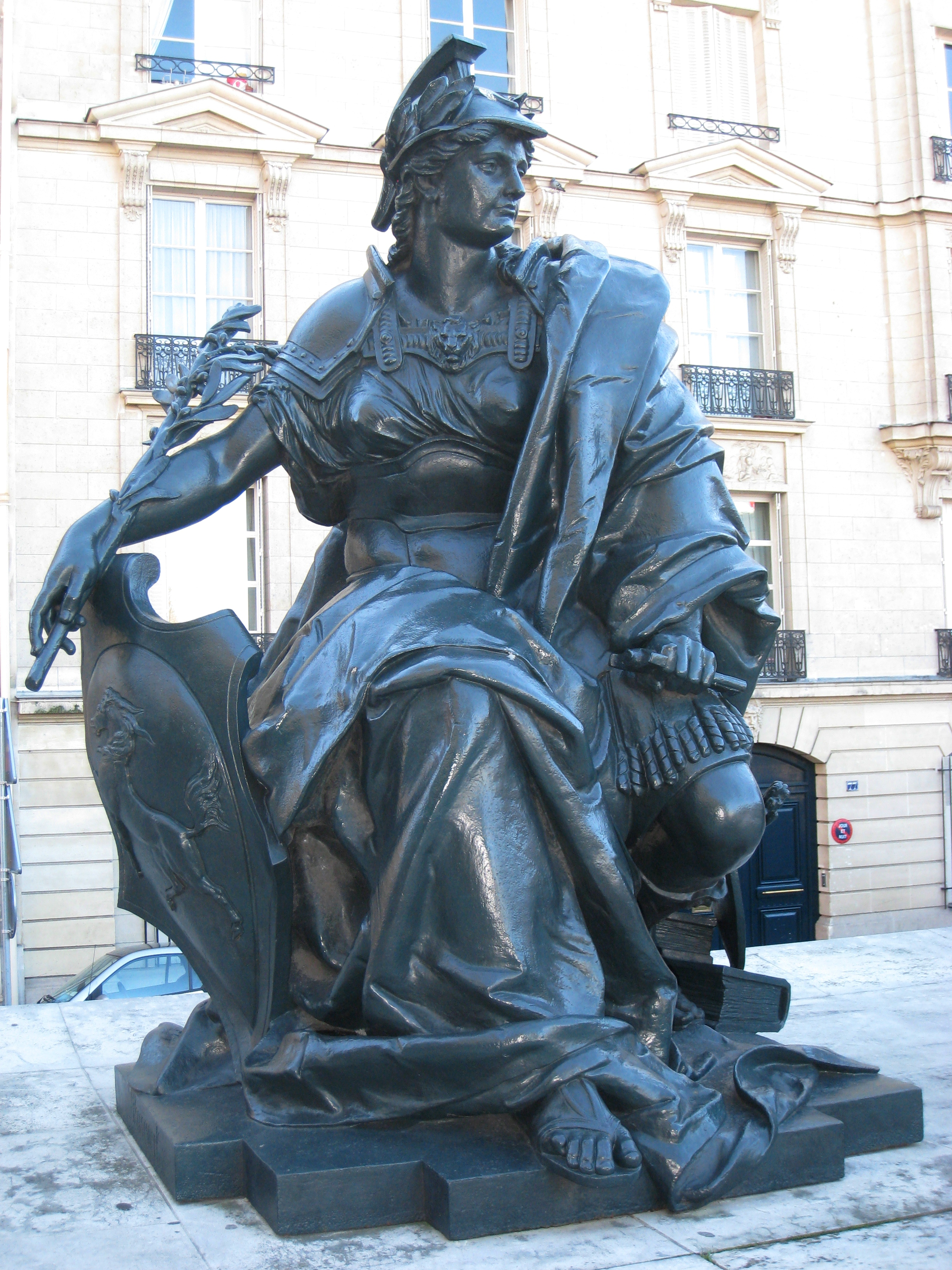
L'Europe (1878), Paris, musée d'Orsay.
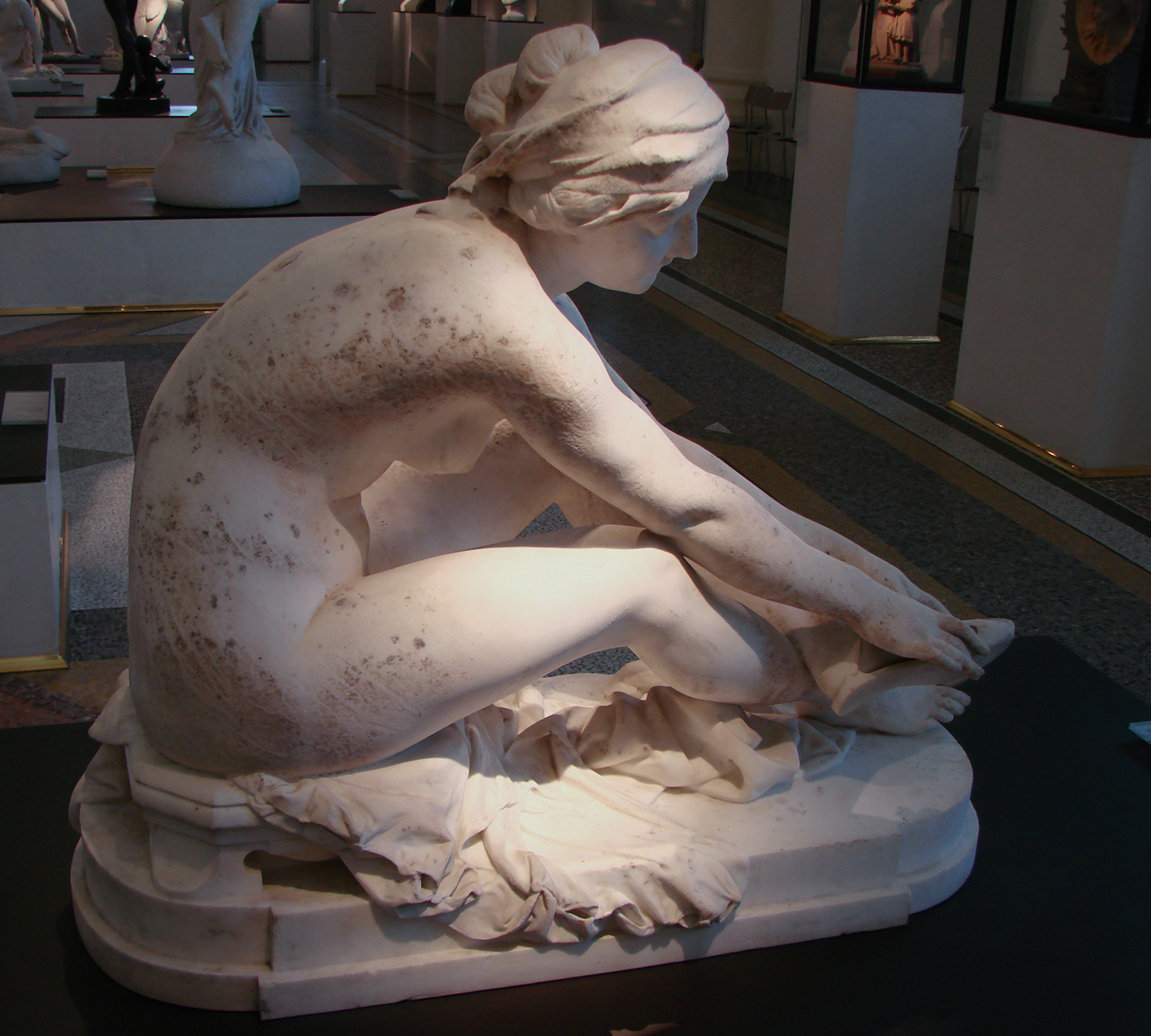
Au matin (1879), marbre, Amiens, musée de Picardie.

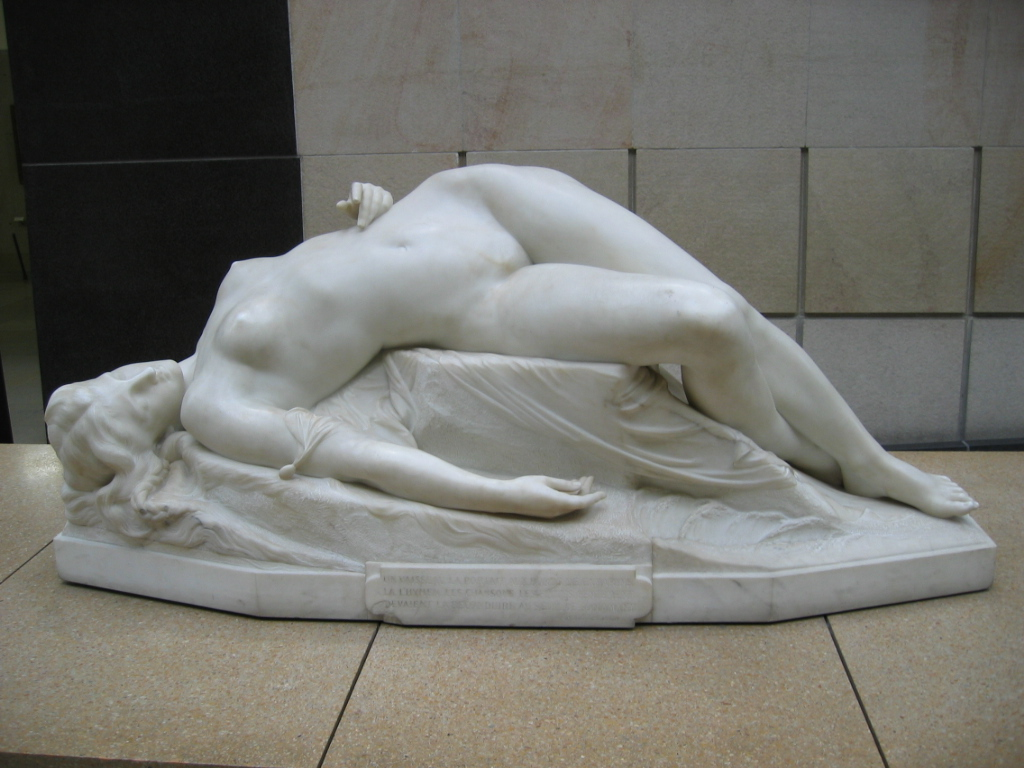
La jeune Tarentine (1871), marbre, Paris, musée d'Orsay ; vue de face
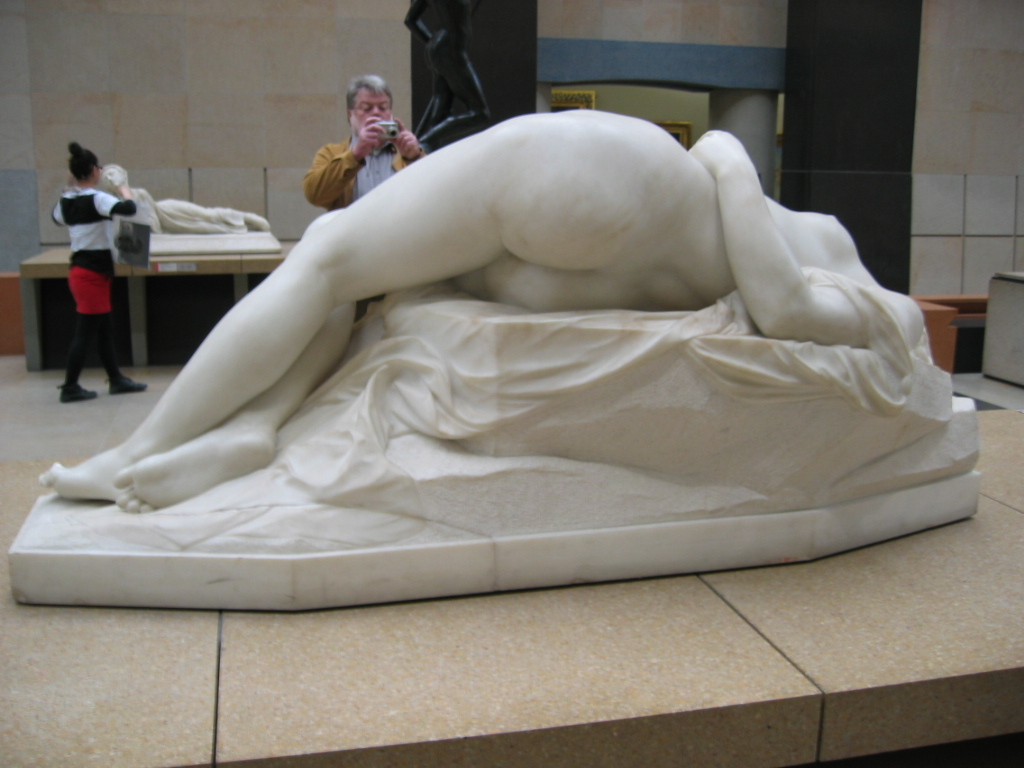
La jeune Tarentine (1871), marbre, Paris, musée d'Orsay ; vue de dos

### Sources
- Émile Bellier de La Chavignerie et Louis Auvray, Dictionnaire général des artistes de l'école française depuis l'origine des arts du dessin jusqu'à nos jours, tome 2, Paris, Librairie Renouard, 1885, p. 482.
- Dossier de Légion d'honneur d'Alexandre Schoenewerk (en ligne).